# Vieille église de la Sainte-Parascève de Kumarevo
Pour les articles homonymes, voir Église de la Sainte-Parascève.
La vieille église de la Sainte-Parascève de Kumarevo (en serbe cyrillique : Стара црква Свете Петке у Кумареву ; en serbe latin : Stara crkva Svete Petke u Kumarevu) est une église orthodoxe serbe située à Kumarevo, dans le district de Jablanica et sur le territoire de la Ville de Leskovac en Serbie. Elle est inscrite sur la liste des monuments culturels protégés de la République de Serbie (no SK 321).
Kumarevo abrite également une « nouvelle église », elle aussi dédiée à la sainte Parascève.

## Présentation
L'église a été construite à l'emplacement d'un ancien monastère dédié à saint Nicolas détruit par les Ottomans. Elle a été consacrée par le métropolite de Niš Makarije en 1803.
À l'origine, l'église mesurait 6 m de long sur 4 m de large et elle était recouverte de bardeaux, remplacés plus tard par des dalles de pierre. Un vaste pronaos avec une colonnade y a par la suite été ajouté et le toit a été de nouveau refait avec une structure en bois supportant des tuiles creuses.

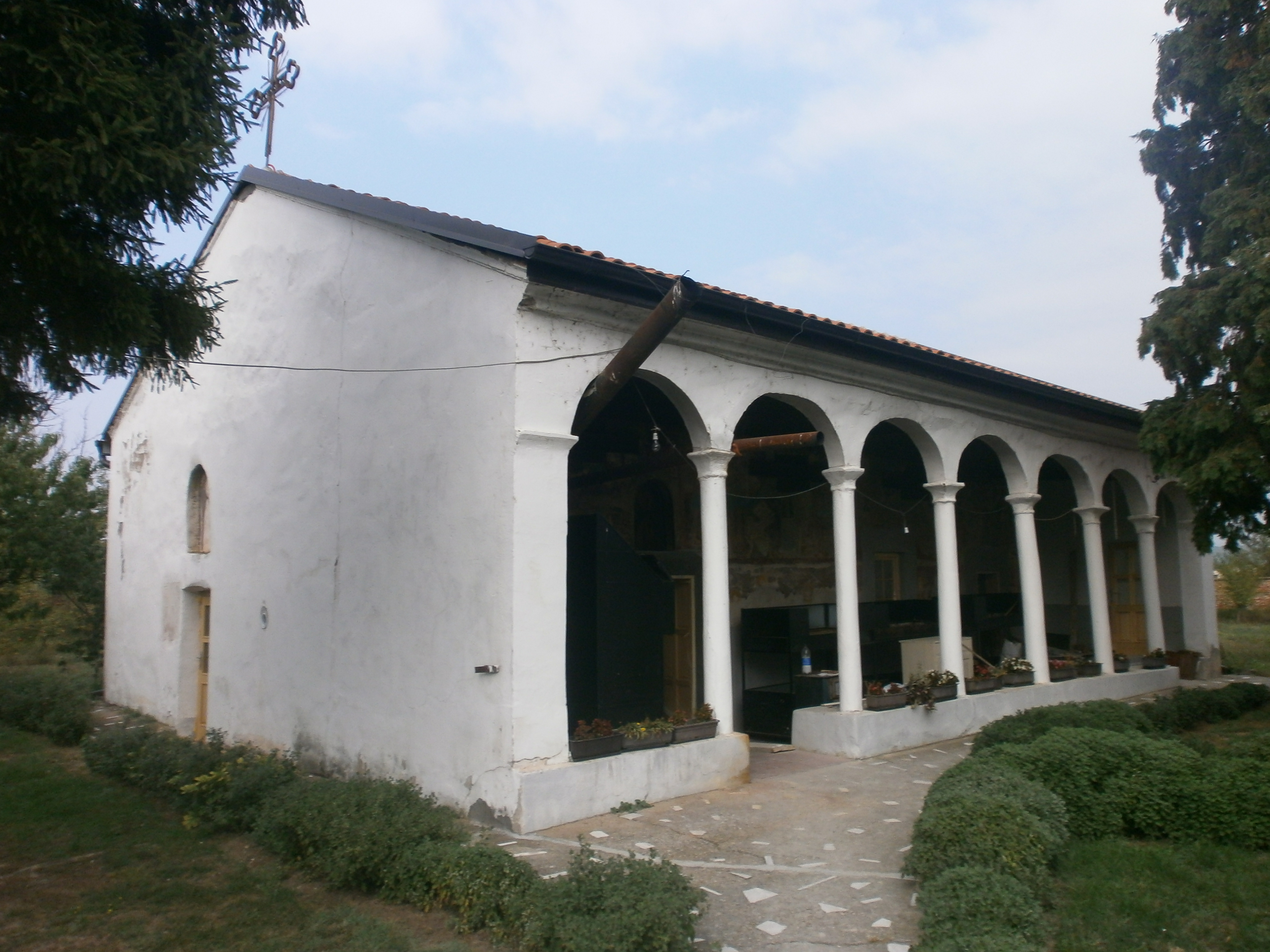
Autre vue de l'église

À l'intérieur, l'iconostase a été sculptée sur bois et est presque dépourvue de décoration ; elle a été peinte au XIXe siècle par le maître Anđelko d'Ohrid. En 1864, les icônes ont été nimbées d'argent.

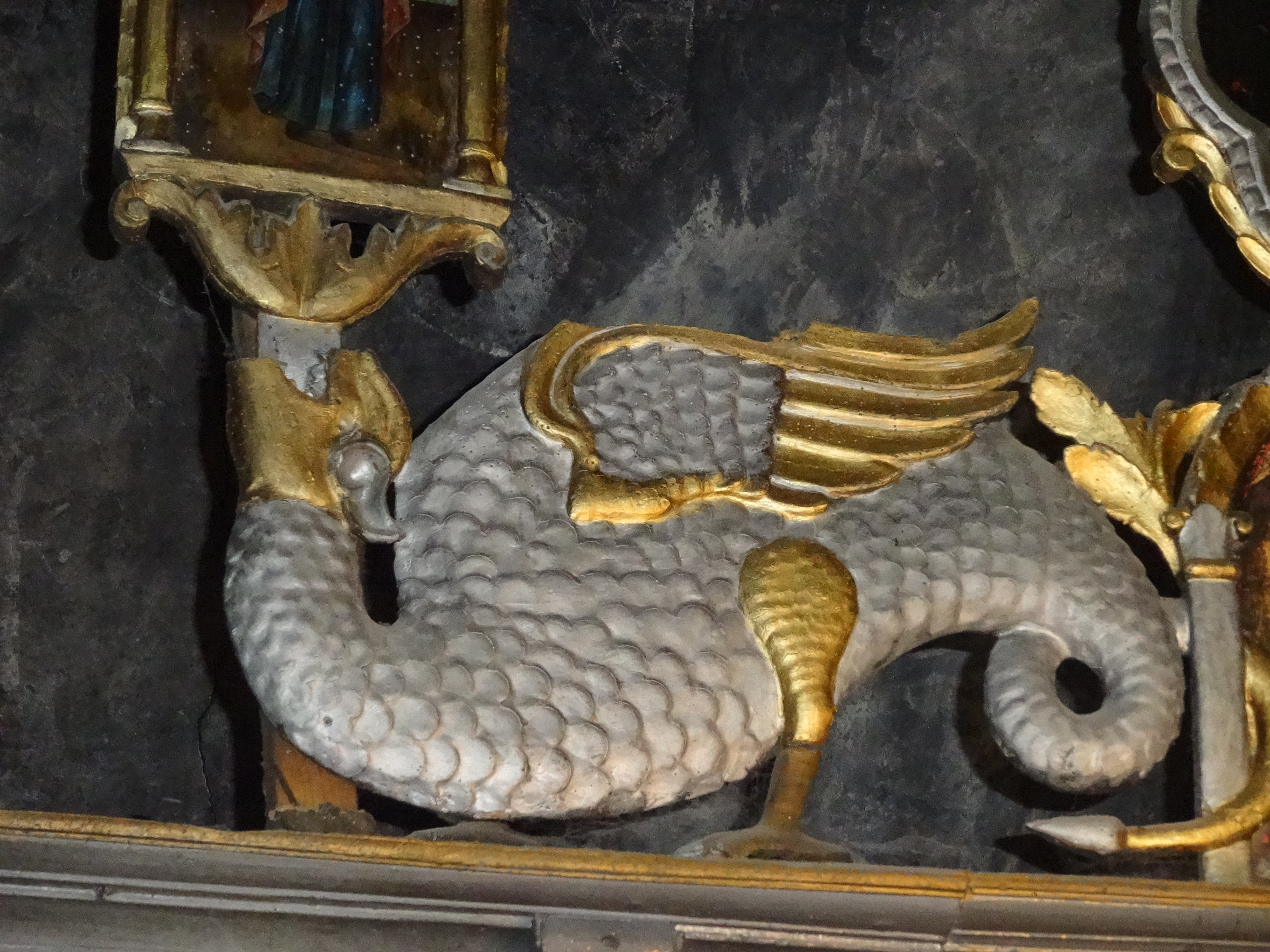
Détail de l'iconostase
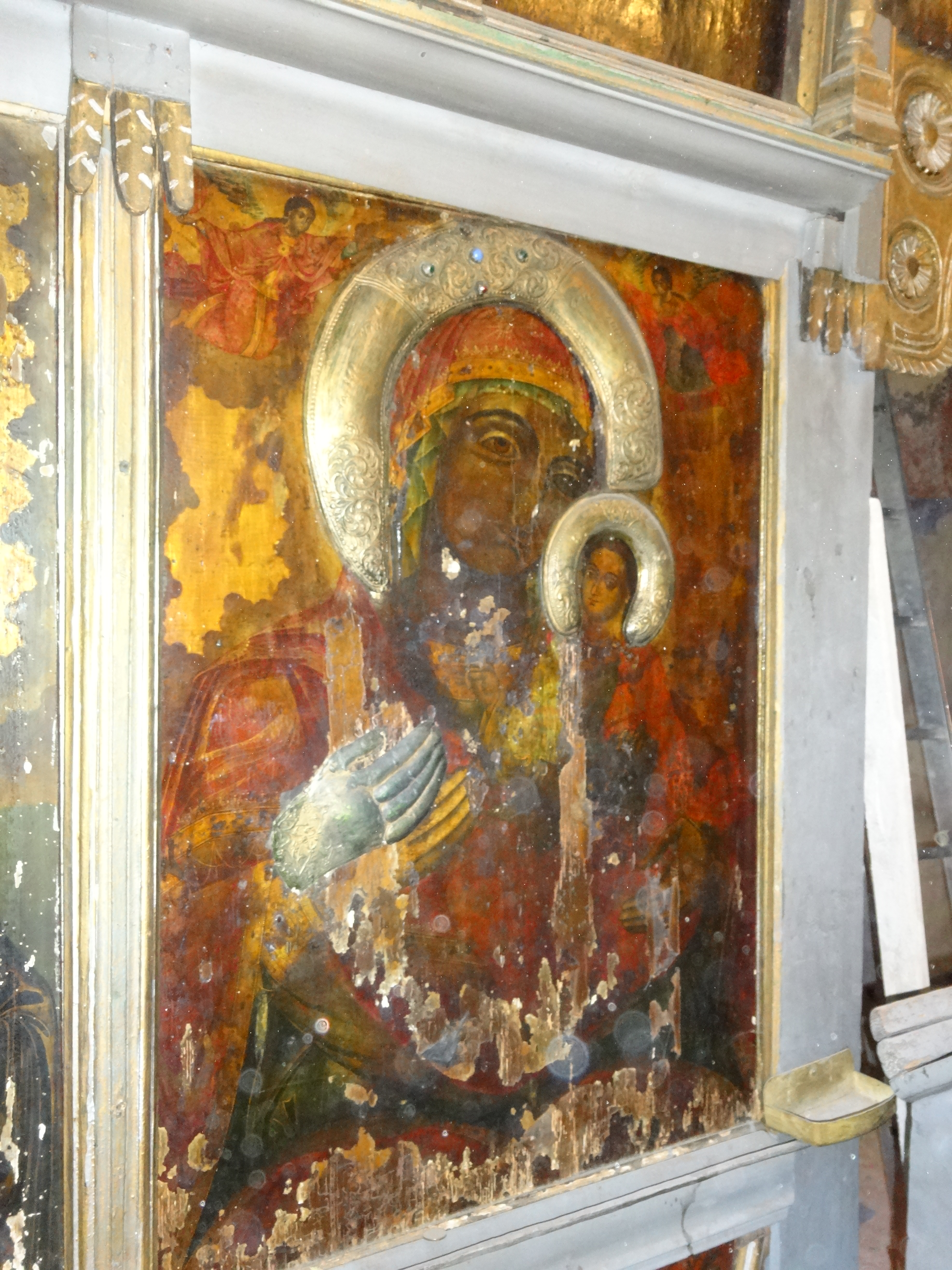
Icône représentant la Mère de Dieu aux trois mains avec l'Enfant Jésus
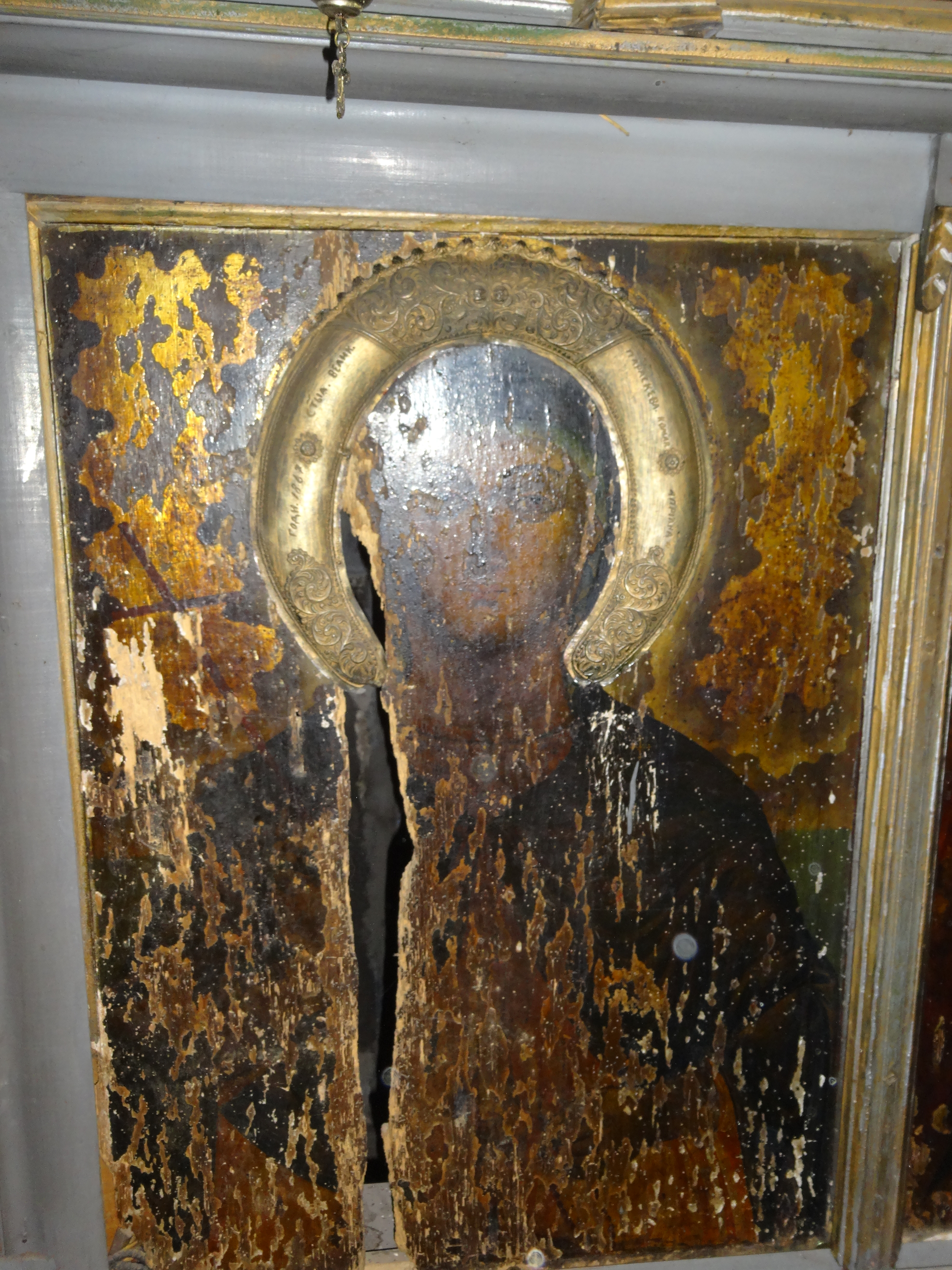
Autre icône

L'église est également ornée de fresques.

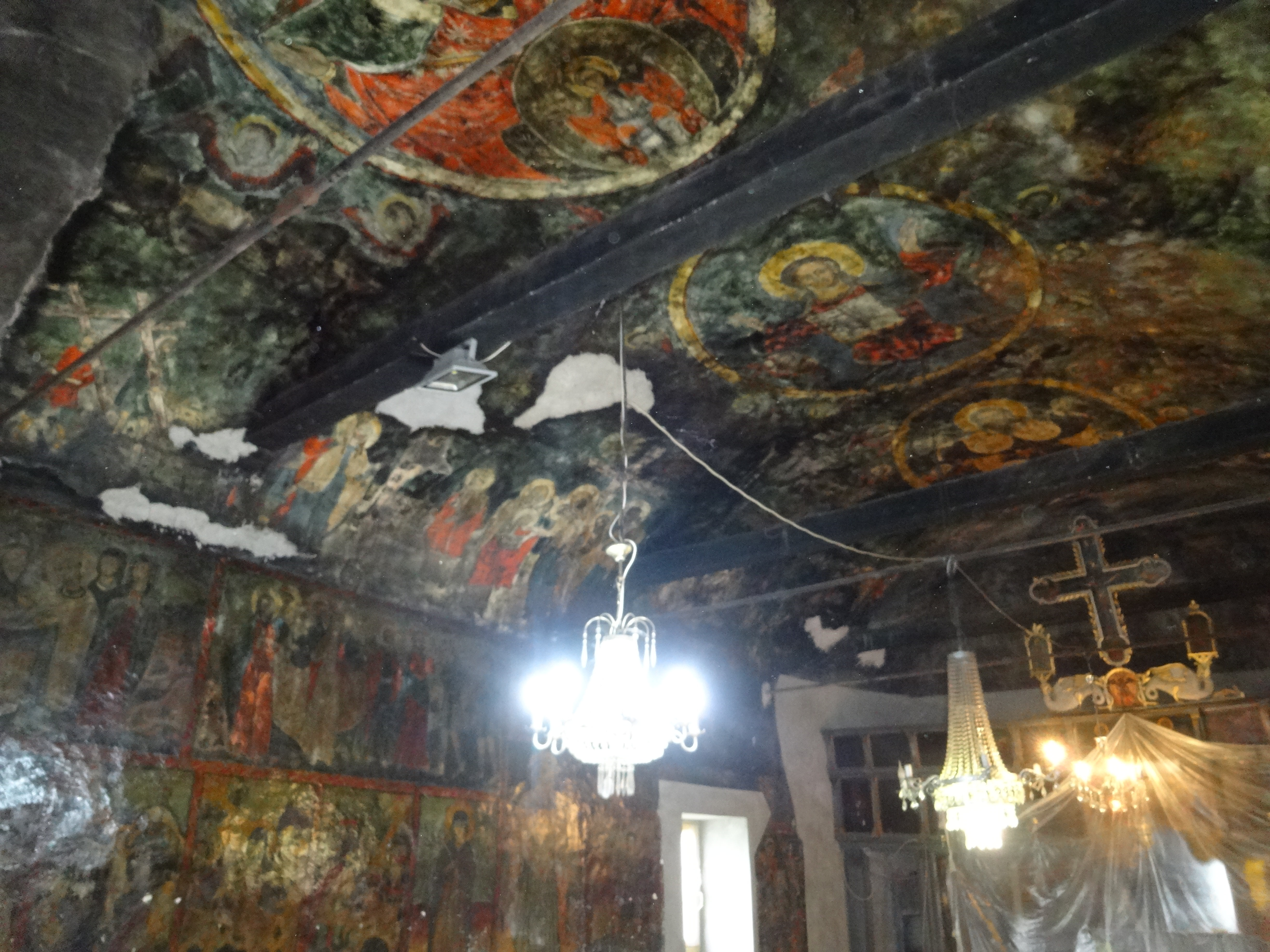
Fresques dans l'église
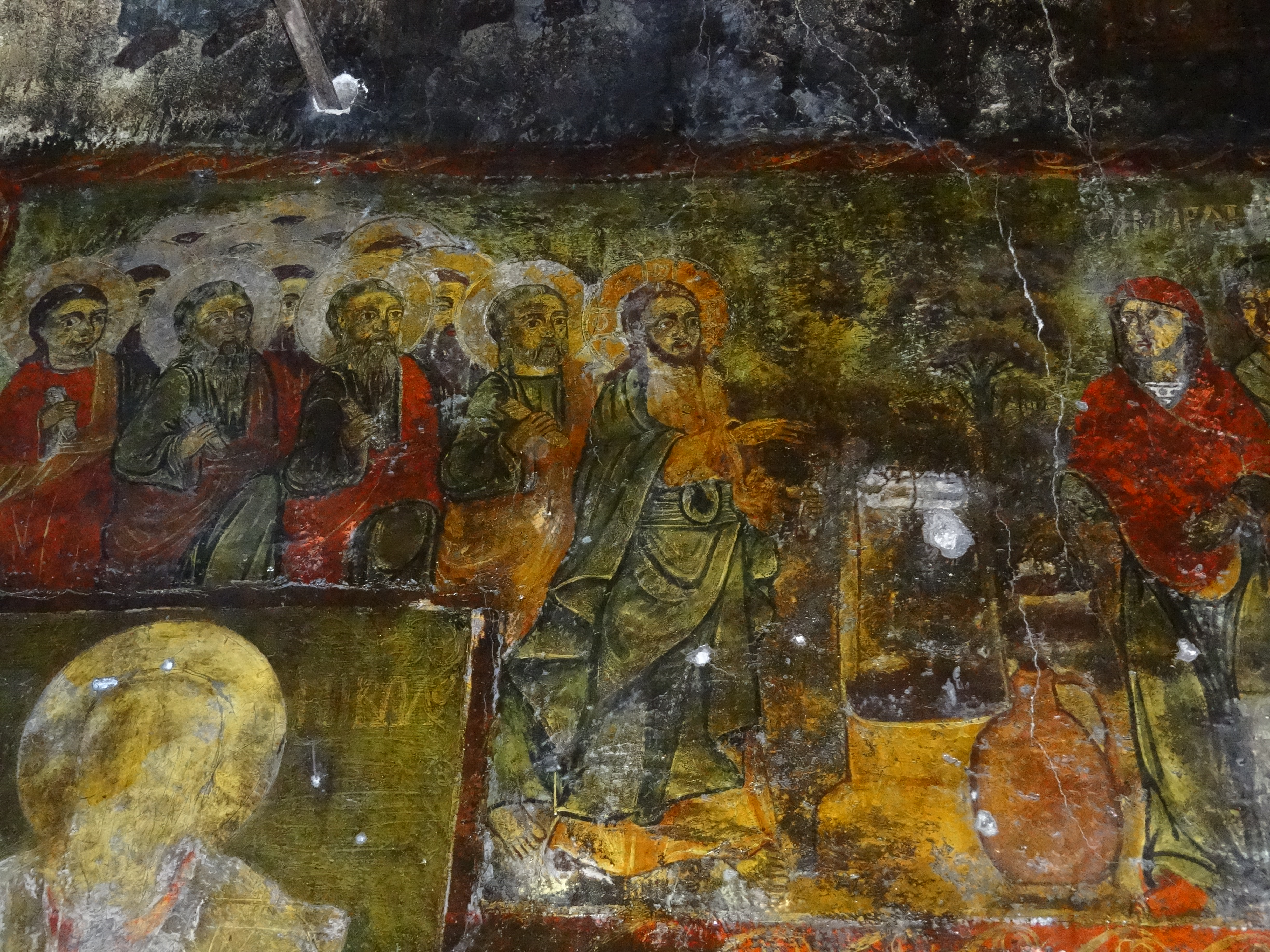
Détail de fresque
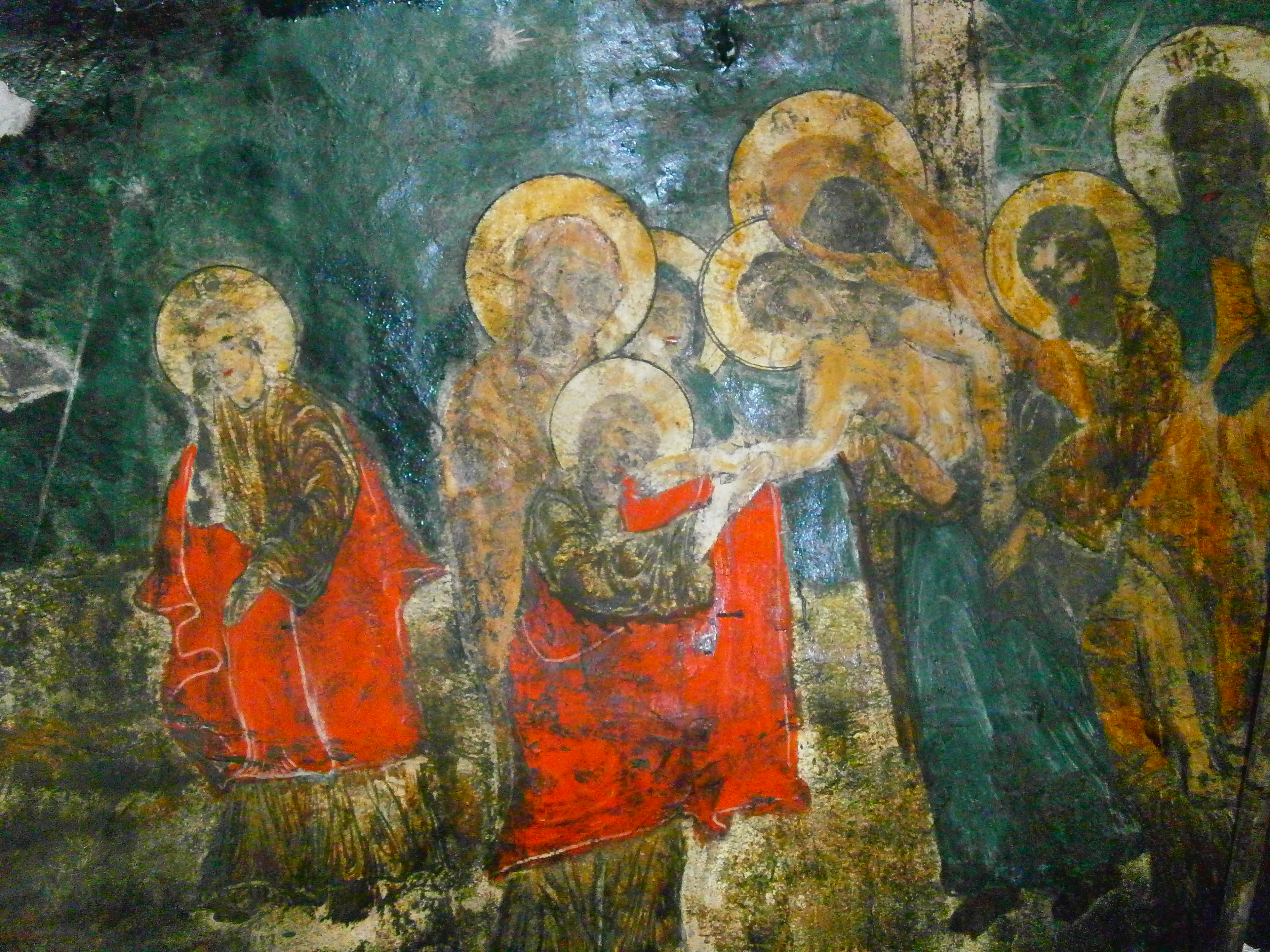
Détail de fresque
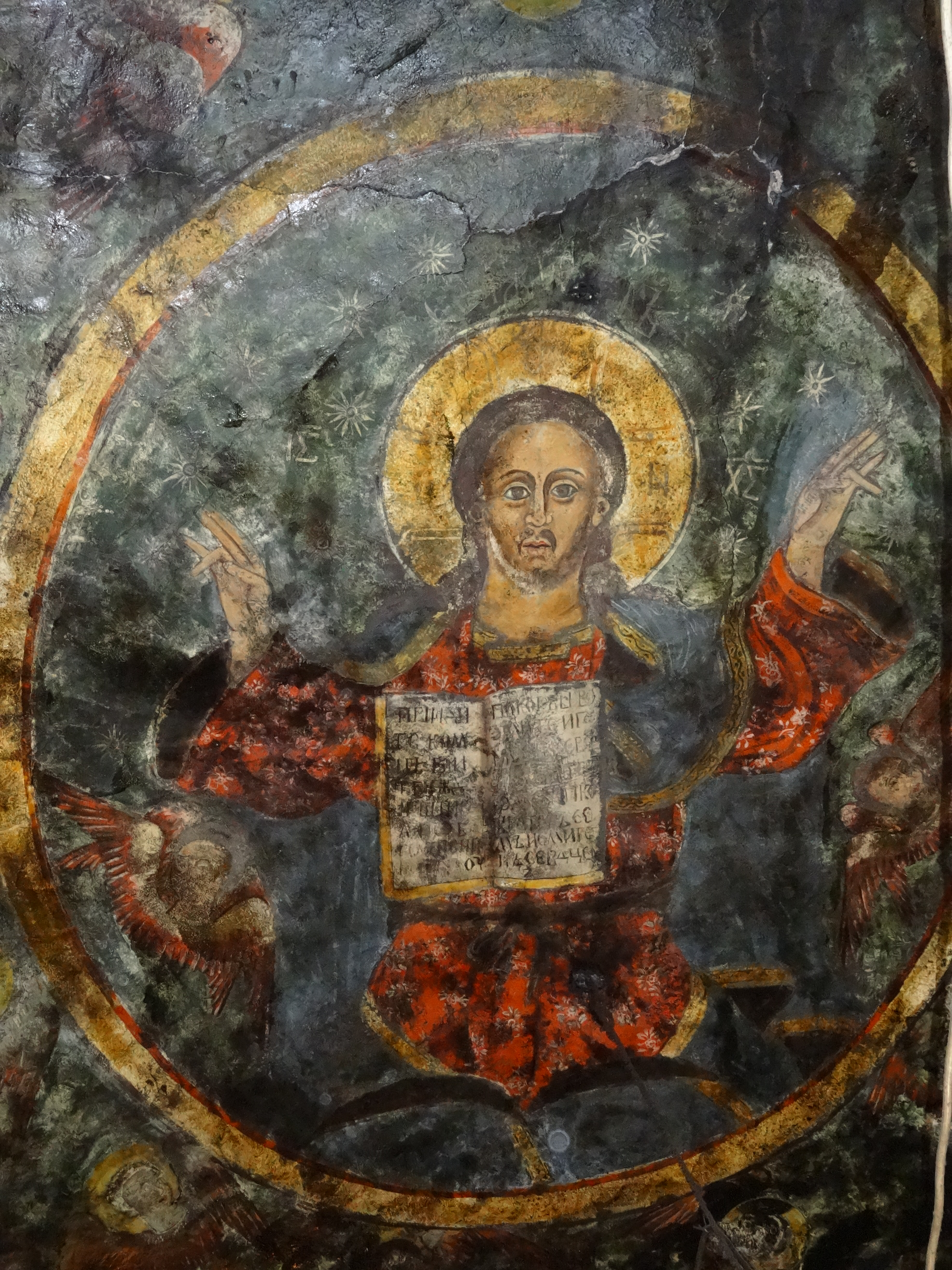
Détail de fresque
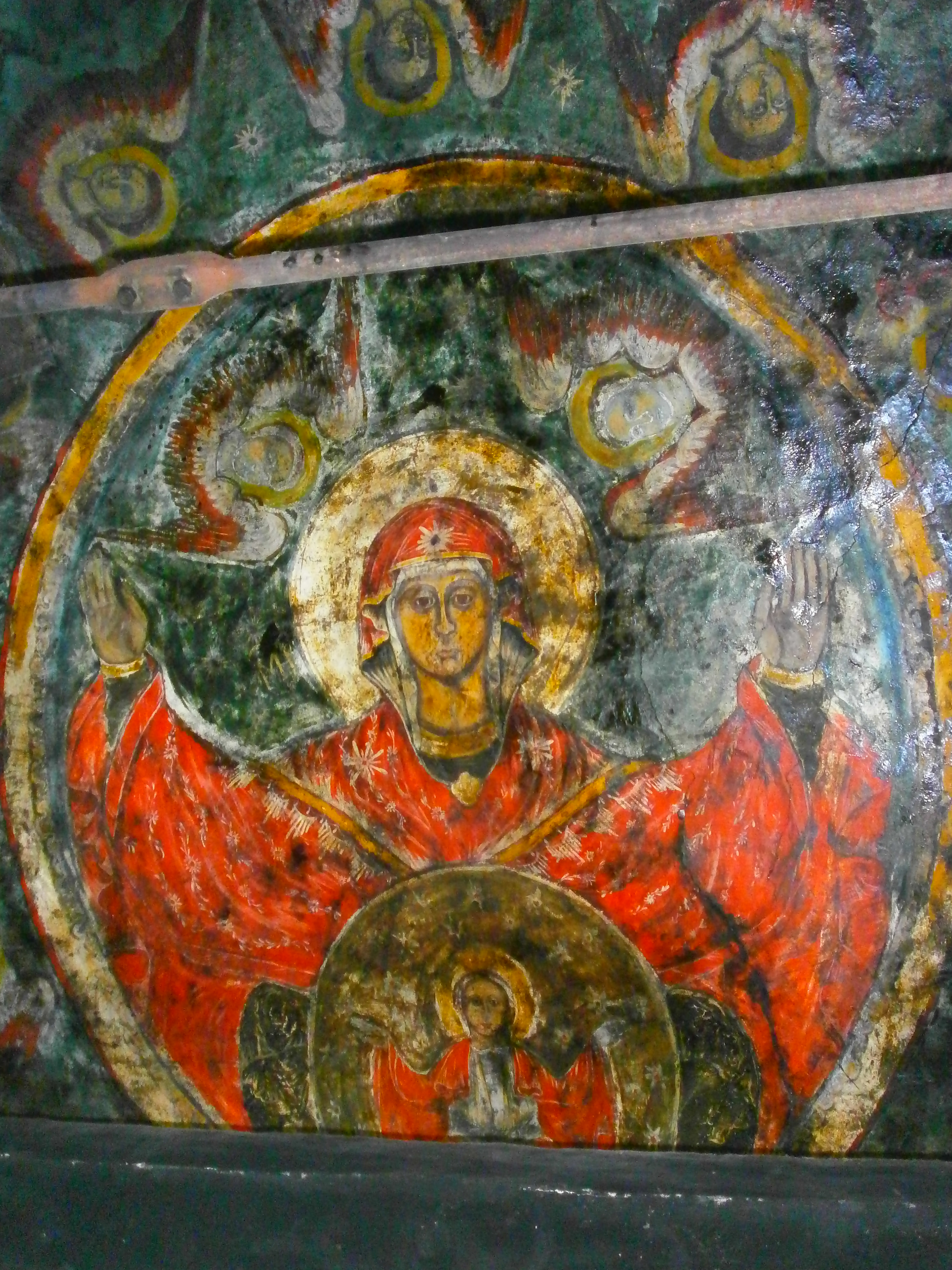
Détail de fresque